# Andres Larka

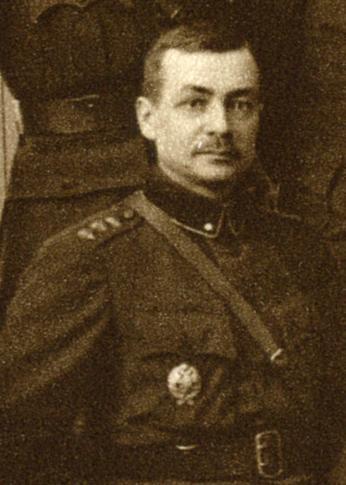
Andres Larka (1920)

Andres Larka (* 5. März 1879 im Dorf Laeva, damals Gemeinde Kabala, heute Dorf Pilistvere, Kreis Viljandi/Estland; † 8. Januar 1942 in der Oblast Kirow/Sowjetunion) war ein estnischer Militär und Politiker.

## Frühe Jahre
Andres Larka (bis 1918 Andrej Larko) wurde als Sohn des Müllers Jaan Larka und seiner Frau Mari Tedder geboren. Er besuchte von 1889 bis 1891 die Dorfschule in Laeva, von 1891 bis 1894 die Kirchspiel-Schule in Pilistvere und von 1894 bis 1898 das Gymnasium in Põltsamaa. Er verpflichtete sich danach freiwillig zum russischen Militär.

## Soldat
1899 begann seine militärische Karriere beim Kadettencorps in Pskow. Von 1900 bis 1902 studierte Larka an der Militärschule in Vilnius. Nach seinem Abschluss diente er in einer Infanterie-Einheit. 1904/05 nahm er am Russisch-Japanischen Krieg teil. 1909 legte Larka sein Eintrittsexamen für die Kriegsakademie in Sankt Petersburg ab. Ein Jahr nach seinem dortigen Abschluss wurde er 1913 erneut nach Vilnius versetzt. Im Ersten Weltkrieg nahm er 1914/15 in Ostpreußen und Polen an Schlachten gegen die deutsche Armee teil. Danach war er in Rumänien eingesetzt. Im Dezember 1917 kehrte er nach Estland zurück.

## Estnische Unabhängigkeit
Ab Januar 1918 hatte er den Auftrag, in Haapsalu eine Artillerie-Brigade zusammenzustellen. Am 16. Februar wurde er nach Tallinn abberufen. Dort hatten jedoch inzwischen die Bolschewiki die faktische Kontrolle übernommen, die Larka aus politischer Überzeugung ablehnte.
Als am 24. Februar 1918 die unabhängige Republik Estland ausgerufen wurde, stellte sich Larka in ihren Dienst. Die Provisorische Regierung ernannte ihn zum Kriegsminister. Am 25. Februar marschierten deutsche Truppen in Tallinn ein. Sie beließen Larka die Aufgabe, estnische Volkseinheiten zu koordinieren, lehnten ansonsten aber einen unabhängigen estnischen Staat ab.
Nach dem Frieden von Brest-Litowsk zwischen Deutschland und Russland sollten die estnischen Einheiten aufgelöst werden. Diesem Befehl widersetzte sich Larka und koordinierte die illegale Schaffung estnischer Selbstverteidigungseinheiten (zunächst unter dem Namen Omakaitse, später Kaitseliit). Im September 1918 musste Larka wegen seiner Tätigkeit vor den deutschen Besatzungstruppen nach Finnland fliehen. Im Oktober 1918 warb er in Stockholm und Kopenhagen für die Anerkennung einer estnischen Unabhängigkeit.
Nach dem Zusammenbruch des deutschen Kaiserreichs kehrte Larka am 13. November 1918 nach Tallinn zurück. Am 26. November 1918 wurde er von seinen Aufgaben als Kriegsminister entbunden und zum Leiter des estnischen Generalstabs ernannt. Als am 28. November Sowjetrussland Estland angriff, koordinierte er im Estnischen Freiheitskrieg die estnischen Truppen gegen die Rote Armee. Der Krieg endete für Estland siegreich. Die Sowjetunion musste im Friedensvertrag von Tartu vom 2. Februar 1920 die Unabhängigkeit Estlands anerkennen.

## Politiker
Andres Larka blieb auch nach dem Friedensschluss einer der einflussreichsten estnischen Militärs der Zwischenkriegszeit. Vom 1. Februar 1919 bis 1. Januar 1925 fungierte er als Berater des estnischen Verteidigungsministers. Er erkrankte jedoch bald an Tuberkulose und wurde arbeitsunfähig. Nach erfolgreichen Kuren in der Schweiz kehrte er nach Estland zurück und ließ sich in Jõgisoo (heute Landgemeinde Saue) nieder.
Ab 1928 war Andres Larka wieder in der Politik aktiv. Er schloss sich dem 1929 von Artur Sirk gegründeten Zentralverband der estnischen Freiheitskämpfer (Eesti Vabadussõjalaste Keskliit) an, dessen Vorsitzender er von 1930 bis zur Auflösung 1933 war. 1934 wurde er Vorsitzender der Nachfolgeorganisation, des Verbands der estnischen Freiheitskämpfer (Eesti Vabadussõjalaste Liit). Die Anhänger wurden im Volksmund Vapsid genannt und gewannen bald entscheidenden Einfluss auf die estnische Politik. Larka setzte sich vor allem für eine direktere Demokratie und für die Verkleinerung des Parlaments ein. Er verfolgte stark rechtsgerichtete Ideen und wandte sich gegen das politische Establishment Estlands.
1934 hatte der einflussreiche Larka vor, bei den Wahlen zum Staatsoberhaupt als Kandidat anzutreten. Er wurde als aussichtsreichster Kandidat gehandelt. Am 12. März 1934 übernahmen jedoch Konstantin Päts und General Johan Laidoner in einer staatsstreichartigen Aktion die Macht in Estland und riefen den Ausnahmezustand aus. Sie fürchteten auch den zunehmenden politischen Einfluss von Larkas rechtsgerichtetem Kriegsveteranenverband, der als Sieger der Kommunalwahlen in Tallinn und Tartu vom Januar 1934 hervorgegangen war.
Etwa 400 Vapsid wurden verhaftet, unter ihnen Larka. Er wurde erst im Juni 1935 wieder freigelassen. Am 7. Dezember 1935 wurde er erneut unter dem Vorwurf festgenommen, einen Staatsstreich gegen Konstantin Päts geplant zu haben. 1936 wurde er zu fünfzehn Jahren Zwangsarbeit verurteilt, aber schon im folgenden Jahr begnadigt. Danach lebte er politisch unauffällig in Tallinn.

## Deportation und Tod
Mit der sowjetischen Besetzung Estlands wurde Andres Larka am 23. Juli 1940 durch das NKWD festgenommen. Wie alle anderen estnischen Politiker und höheren Offiziere wurde er ins Innere Russlands deportiert. Im Juni 1941 wurde er zu acht Jahren Lager verurteilt. Andres Larka starb nach Zeugenaussagen am 8. Januar 1942 in einem Gulag in der Oblast Kirow. Die genauen Umstände seines Todes sind ungeklärt. Sein Grab ist unbekannt. 1997 wurde in seinem Heimatdorf ein Gedenkstein für ihn eingeweiht.

## Privatleben
Andres Larka war dreimal verheiratet und hatte zwei Söhne.